# Ilja Sergejewitsch Leschukow
Ilja Sergejewitsch Leschukow (russisch Илья Сергеевич Лешуков, englische Transkription: Ilya Leshukov, * 27. Dezember 1995 in Jekaterinburg) ist ein russischer Beachvolleyballspieler.

## Karriere
Leschukow spielt seit 2013 Beachvolleyball mit verschiedenen Partnern auf internationalen Turnieren, seit Ende 2017 mit dem zweifachen Olympiateilnehmer Konstantin Semjonow. Auf der World Tour 2018 ragten der Sieg beim 3-Sterne-Turnier in Mersin und der dritte Platz beim 4-Sterne-Turnier in Ostrava heraus. Bei der Europameisterschaft in den Niederlanden wurden Leschukow/Semjonow Vierte. Nach zahlreichen Top-Ten-Platzierungen auf der World Tour 2018/19 erreichten Semjonow/Leschukow bei der WM in Hamburg Platz neun. In Moskau wurden sie anschließend Vizeeuropameister. Auf der World Tour 2021 hatten Semjonow/Leschukow zahlreiche Top-Ten-Platzierungen. Bei den Olympischen Spielen 2021 in Tokio  erreichten sie als Erste ihrer Vorrundengruppe das Achtelfinale, das sie gegen die Chilenen Esteban und Marco Grimalt gewannen. Im Viertelfinale schieden sie gegen die späteren Olympiasieger Anders Mol und Christian Sørum aus Norwegen aus. Kurz darauf erreichten die beiden Russen bei der Europameisterschaft in Wien Platz fünf.